# Дзосецу
Дзосецу (1330-ті або 1370/1375 — 1450 або 1496) — японський художник періоду Муроматі. Прізвисько «Дзосецу» перекладається як «Незграбно подібний». Є одним зі значущих художників монохромного зображення 1-ї половини XV ст.

## Життєпис
Про Дзосецу відомості уривчасті. Народився приблизно в 1330-х роках. Імовірно, був китайцем, що близько 1370 року прибув до Кюсю, де деякий час мешкав. За іншою версією народився між 1370 або 1380 роками на Кюсю.
Своє прізвисько він дістав від ченця Дзеккая Тюсіна: він переінакшив вираз із «Дао Де Цзін» («Книга Шляху і Благодаті») — «Найбільший навик подібний незграбності», тим самим, підкреслюючи не майстерність, а щирість вираження художника. Був буддистським ченцем. Висувається версія, що він навчався малювання у відомого художника Мінтьо. Перебрався до Кіото, де оселився в монастирі Сьококу-дзі. Для Дзосецу, як й для інших його колег-художників, що були ченцями, малювання було одним зі шляхів самовдосконалення, частиною релігійних практик. За різними версіями помер близько 1450 або 1496 року. серед відомих учнів Дзосецу відзначають Сюбуна.

## Творчість
Запровадив жанр шуймо-хуа, що згодом в Японії дістав назву суйбоку. Поєднував зображення з буддистськими виразами і сутрами. Найвідомішою робою є картина «Ловля сома за допомогою гарбуза» (близько 1413), яку створено для храму Тайдзьо-ін монастиря Мйорсін-дзі в Кіото. Темою послужила дзенська загадка (коан) про те, як зловити слизького сома за допомогою відполірованого гарбуза-горлянки. Її придумав сьогун [Асікаґа Йосімоті]] і наказав художнику виконати для нього ширму з цим сюжетом. Згодом ширма була переведена в формат вертикального сувою, в якому збереглася дотепер. На сувої зображено рибалку, що стоїть на березі річки й намагається зловити сома. Твір виконано в монохромних тонах, з декількома акцентами червоної фарби (на гарбузі-горлянці). В роботі відчутно вплив китайського майстра Лян Кая.